# 黛博拉·周
黛博拉·周（英語：Deborah Chow）是一名加拿大電影製作人、電視劇導演和編劇。在她初期的電影短片中，《Daypass》 (2002)和《The Hill》(2004)皆於各式國際電影節獲獎。 她的第一部劇情長片《孕轉心方向》，由她編劇、指導。黛博拉·周亦指導了幾項電視作品，包括電視電影改編版的《閣樓之花》 ，以及數集紐約神探、《莫德克事件簿》、《風中的女王》、《美女與野獸》、《駭客軍團》。 除此之外，她是Disney+星際大戰系列影集《曼達洛人》和《歐比王·肯諾比》的導演。

## 早年生活
黛博拉·周身為華裔混血兒，父母從澳洲移民至加拿大渥太華多倫多，並在那裡成長。她的華人父親是個電影愛好者，並引領她認識經典電影和電影製作。
她畢業於位於密西沙加的Gordon Graydon 紀念中學。
她在蒙特婁的麥基爾大學獲得大學學位，主修文化理論，副修藝術史，並製作她第一部微電影。  畢業後，她前往紐約市哥倫比亞大學取得導演的藝術碩士學位，更在那裡完成兩部微電影和一部電影長片劇本，其中包括在35個國際電影節上映並獲得多項獎的短片《Daypass》。

## 職業生涯
黛博拉·周在大學研讀電影時，透過編寫與指導微電影開啟了她的職涯，並於2010年，在她第一部電影劇情長片孕轉心方向》中大放異彩。
身為電影導演，她曾和幾位知名演員，詹姆士·烏班尼亞克、扎克·布拉夫、伊莎貝拉·貝里斯等人合作過。
身為電視劇導演，她曾經參與過BBC節目《紐約神探》、 CW電視網的《風中的女王》和《美女與野獸》、CBC電視劇《莫德克事件簿》、USA電視台的《駭客軍團》
她亦為Lifetime電視台的電視電影《閣樓之花》導演，由海瑟·葛拉罕、曾演出廣告狂人的琪蘭·席普卡擔任演員。
黛博拉·周為Disney+獨家串流影集《曼達洛人》導演兩集，並在該影集中的擔任客串角色，一名新共和國X翼戰機駕駛員。她是Disney+影集《歐比王·肯諾比》唯一的導演，該影集聚焦在歐比王·肯諾比。盧卡斯影業總裁凱瑟琳·甘迺迪聲明：「我們誠摯希望能夠挑選一位導演，能夠發掘歐比王肯諾比身上的決心和謎團，完美糅合入星戰傳奇。鑑於黛博拉在曼達洛人中對於發展角色的傑出表現，我非常有自信她是說故事的最佳人選。」
黛博拉·周指導樂團嗆辣紅椒2022年專輯《Unlimited Love》第一首單曲〈Black Summer〉的音樂錄影帶。

## 獎項與認可
她的電影短片，《Daypass》，獲得米蘭電影節最佳男主角獎和都靈電影節最佳短片。她的長片劇本獲得喜劇中心的最佳喜劇劇本。黛博拉·周因他的短片《The Hill》獲得2005年柯達新視界指導獎，獎項包括她第一步電影長片的資金。  
她是柏林人才實驗室、多倫多國際影展人才實驗室、Praxis編劇實驗室的成員 
她的首部長片《孕轉心方向》，獲得多倫多國際影展最佳長片、前十大電影，Female Eye Film Fest的最佳加拿大長片，以及Prix Super-Écrán的Rendez-vous du cinéma québécois

## 作品評價
《孕轉心方向》獲得正面評價。該片具備所有傳統獨立劇情片的設定：「每下愈況的情境、不完美的主角，且充滿地域性」。她因成功拿捏好敘事和轉折而受到讚美。成果是個奇特且戲劇性的複合體，探討深度也僅限於表層。

## 外部連結
- 黛博拉·周在互联网电影资料库（IMDb）上的資料（英文）